# (3941) Haydn
(3941) Haydn – planetoida z pasa głównego asteroid okrążająca Słońce w ciągu 5 lat i 8 dni w średniej odległości 2,93 j.a. Została odkryta 27 października 1973 roku w Obserwatorium Karla Schwarzschilda w Tautenburgu przez Freimuta Börngena. Nazwa planetoidy pochodzi od Josepha Haydna (1732–1809), austriackiego kompozytora. Przed nadaniem nazwy planetoida nosiła oznaczenie tymczasowe (3941) 1973 UU5.